# Législature 2017-2022 du Grand Conseil du canton de Vaud
Depuis le 1er juillet 2017

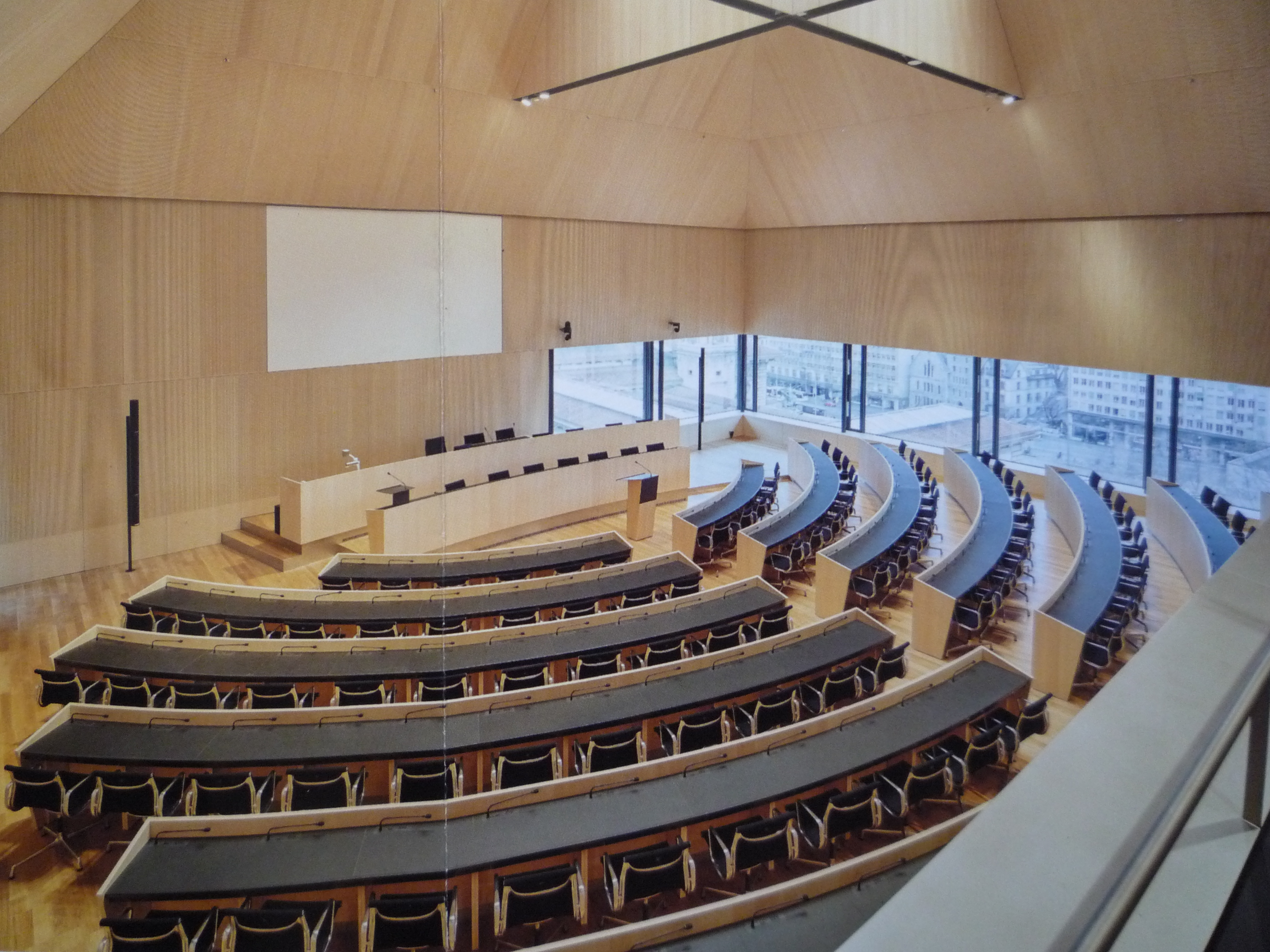
La nouvelle salle du Grand Conseil, inaugurée le 14 avril 2017.

La législature 2017-2022 du Grand Conseil du canton de Vaud est un cycle parlementaire qui commence le 1er juillet 2017 et se termine le 30 juin 2022.

## Résultats des élections
L'élection des députés et le premier tour au Conseil d'État se tiennent le 30 avril 2017.

## Répartition des sièges

### Par arrondissement
Pour la législature 2017-2022, l'arrondissement d'Aigle ainsi que celui de Nyon se voient attribuer un siège supplémentaire au Grand Conseil au détriment des sous-arrondissements de Lausanne-Ville et Vevey. Le tableau présente la distribution des sièges par arrondissements :
| Arrondissement          | Sous-arrondissement | Population au 31.12.15 | Siège par arrondissement | Sièges par sous-arrondissement |
| Aigle                   |                     | 44498                  | 9                        |                                |
| Broye − Vully           |                     | 41811                  | 8                        |                                |
| Gros-de-Vaud            |                     | 42945                  | 8                        |                                |
| Jura − Nord-Vaudois     |                     | 89364                  | 17                       |                                |
| Jura − Nord-Vaudois     | La Vallée           |                        |                          | 2                              |
| Jura − Nord-Vaudois     | Yverdon             |                        |                          | 15                             |
| Lausanne                |                     | 161202                 | 31                       |                                |
| Lausanne                | Lausanne-Ville      |                        |                          | 26                             |
| Lausanne                | Romanel             |                        |                          | 5                              |
| Lavaux − Oron           |                     | 59305                  | 12                       |                                |
| Morges                  |                     | 80095                  | 16                       |                                |
| Nyon                    |                     | 97232                  | 19                       |                                |
| Ouest lausannois        |                     | 72733                  | 14                       |                                |
| Riviera − Pays-d'Enhaut |                     | 84222                  | 16                       |                                |
| Riviera − Pays-d'Enhaut | Pays-d'Enhaut       |                        |                          | 2                              |
| Riviera − Pays-d'Enhaut | Vevey               |                        |                          | 14                             |
| Total                   |                     |                        | 150                      |                                |

### Par parti
| Groupes politiques           | Nombre de députés |
| ---------------------------- | ----------------- |
| Parti libéral-radical        | 49 (33 %)         |
| Parti socialiste             | 35 (23 %)         |
| Union démocratique du centre | 25 (16 %)         |
| Les Verts                    | 22 (15 %)         |
| Verts libéraux               | 9 (6 %)           |
| Ensemble à gauche            | 6 (4 %)           |
| Les Libres                   | 4 (3 %)           |